# كارولين هاولي
كارولين هاولي (بالإنجليزية: Caroline Hawley)‏ هي صحفية نيجيرية، ولدت في 1967.